# 内部自己同型
抽象代数学において、内部自己同型写像 (ないぶじこどうけいしゃぞう、英: inner automorphism) は、ある操作をして、次に別の操作をして、次に最初の操作の逆をするような写像である。
記号では、{\displaystyle f^{-1}\circ g\circ f(X)} のように書ける。

## 解説
最初の行動と後に続くその逆の行動は、全体として得る結果を変えることもあれば（「傘をさして、雨の中を歩いて、傘をとじる」というのは単に「雨の中を歩く」のとは異なる結果になる）、変えないこともある（「左手の手袋を外し、右手の手袋を外し、左手の手袋をつける」のは「右手の手袋のみを外す」のと同じ結果になる）。
より正確には、群 G の内部自己同型写像
ƒ: G → G
は、G の任意の元 x に対し
ƒ(x) = a−1xa
によって定義される写像である。
ここで a は G の与えられた固定された元であり、群の元の作用は右に起こると考える（なのでこれを読むとすれば「a かける x かける a−1」ということになる）。

元 x を一つ固定して考えるとき、元 a−1xa を x の a による共軛 (conjugate) （あるいは a−1xa は a によって x と共軛である）と言い、x から a−1xa を得る操作 x ↦ a−1xa を x の a による共役変換 (conjugation) または相似変換 (similarity transformation) と呼ぶ。
また適当な a によって a−1xa の形に書けるような元を総称して x の共軛元 (conjugate element) と呼ぶ。
1 つの元による共役が別の 1 つの元を変えない場合（上の「手袋」の場合）と共役によって新しい元が得られる場合（「傘」の場合）を区別することはしばしば興味の対象となる。
事実、
```
a
−1
xa
 = 
x
 (“
a
による共役は
x
を変えない”)
```

ということと
```
ax
 = 
xa
 (“
a
と
x
は可換である”)
```

ということは同値である。
したがって、恒等写像でない内部自己同型の存在と個数は、群における交換法則の成り立たなさを測るようなものである。

## 表記
a−1xa をしばしば指数的に xa と書く。(xa)b = xab が成り立つのでその表記が使われる。（G の自身への右作用を与える。）このような表記に基づいて、群 G の元 x の共軛元全体の成す集合（x の属する共軛類、x の軌道）は xG とも書かれる。

## 性質
すべての内部自己同型は実際に群 G の自己同型である、すなわち G から G への全単射な準同型（すなわち (xy)a = xaya）である。

## 内部自己同型群と外部自己同型群
2つの内部自己同型の合成は再び内部自己同型である（上に述べたように (xa)b = xab である）。この演算によって G のすべての内部自己同型からなる集合 Inn(G) はそれ自身群であり、G の内部自己同型群と言う。
Inn(G) は G の自己同型全体からなる自己同型群 Aut(G) の正規部分群である。商群
Aut(G)/Inn(G)
を外部自己同型群といい、Out(G) と書く。外部自己同型群はある意味で G の自己同型のうちどのくらいが内部自己同型でないかを測る。すべての非内部自己同型は Out(G) の非自明な元と対応するが、異なる非内部自己同型が Out(G) の同じ元に対応することもある。
G の元 a と Inn(G) の元 ƒ(x) = xa を対応させることによって、商群 G/Z(G) と内部自己同型群の間の同型が得られる（Z(G) は G の中心）
G/\operatorname{Z}(G) \cong \operatorname{Inn}(G).
これは第一同型定理の帰結である。なぜならば、Z(G) はちょうど、対応する内部自己同型として恒等写像を与える G の元全体からなる部分群だからである。

### 有限p-群の非内部自己同型
Wolfgang Gaschütz (1966) の結果によると、G が有限非可換 p-群であれば、G は内部自己同型でない位数 p ベキの自己同型を持つ。
すべての非可換 p-群 G が位数 p の自己同型を持つかどうかは未解決問題である。G が以下の条件の 1 つを満たすときには答えは肯定的である。
1. G は冪零度 (nilpotent of class) 2
2. G は正則 p-群（英語版）
3. G のフラッティーニ部分群 {\displaystyle \Phi (G)} の中心の G における中心化群 {\displaystyle \mathrm {C} _{G}(\mathrm {Z} (\Phi (G)))} は {\displaystyle \Phi (G)} と等しくない
4. G/Z(G) は多冪 p-群（英語版）[訳語疑問点]

### 群のタイプ
内部自己同型群 Inn(G) が自明である（すなわち単位元のみからなる）ことと G が可換群であることが同値であることが従う。
Inn(G) は群の中心についての基本的な結果によって自明なときにしか巡回群にならない。
その対極として、内部自己同型によってすべての自己同型が尽くされることもある。自己同型が内部自己同型しかなく中心が自明な群を complete と呼ぶ。n が 2 でも 6 でもないとき n 次対称群は complete である。n = 6 のときは対称群は 1 つだけ非自明な外部自己同型の類を持つ。n = 2 のときは対称群は可換ゆえ中心は自明でなく、外部自己同型を持たないにもかかわらず complete ではない。
完全群 G の内部自己同型群が単純群であるとき、G を 準単純 という。

## 環の場合
環 R と単元 u ∈ R が与えられると、写像 ƒ(x) = u−1xu は R の環自己同型である。この形の環自己同型を R の内部自己同型 (inner automorphism) と呼ぶ。R の内部自己同型全体は R の自己同型群の正規部分群をなす。

## リー代数の場合
リー代数 {\displaystyle {\mathfrak {g}}} の自己同型は、Ad を随伴写像、g をリー代数が {\displaystyle {\mathfrak {g}}} であるようなリー群の元として、Adg の形のとき、内部自己同型と呼ばれる。リー代数の内部自己同型の概念は次のような意味で群の内部自己同型の概念と整合性のとれたものとなっている。すなわち、リー群の内部自己同型は対応するリー代数の一意的な内部自己同型を誘導する。

## 拡張
G が環 A の単元群として生じるとき、G 上の内部自己同型を行列環 M2(A) の単元群によって A 上の射影直線上の写像に拡張できる。とくに、古典群の内部自己同型をそのように拡張することができる。

## 注
1. ↑  Weisstein, Eric W. "Conjugate Element". mathworld.wolfram.com (英語).